# Pilgrim's Rest
Pilgrim's Rest (en español significa: "descanso del peregrino") es una pequeña ciudad en la provincia de Mpumalanga, Sudáfrica, que ha sido declarada monumento nacional. Luego de que fuera oficialmente declarado un campo aurífero en septiembre de 1873, creció de repente a 1,500 habitantes. La última mina fue cerrada en 1971. La arquitectura original de la ciudad permanece en gran parte sin alteraciones desde entonces, debido a que la ciudad fue declarada Monumento Nacional en 1986.
Pilgrim's Rest fue un puesto de acuñación de emergencia durante la Segunda Guerra Anglo-Bóer. Aquí se acuñó la famosa y muy rara Estanque del Veld.
Asimismo, en el cementerio cada tumba fue situada de cara a la misma dirección, excepto la famosa Robber's Grave -Tumba del Ladrón- que está situada en perpendicular al resto, adornada simplemente con una cruz y las palabras en letras grandes de Tumba del Ladrón. Es así que el nombre alude a la tumba de un ladrón a quien pegaron un tiro robando en las minas de oro.